# Августа Гессен-Кассельська
Августа Гессен-Кассельська (нім. Augusta von Hessen-Kassel), повне ім'я Августа Софія Фредеріка Марія Кароліна Юлія Гессен-Кассельська (нім. Auguste Sophie Friederike Marie Caroline Julie von Hessen-Kassel, 13 жовтня 1823 — 17 липня 1889) — принцеса Гессен-Кассельська, донька принца Гессен-Кассельського Вільгельма та принцеси Данії Луїзи Шарлотти, дружина барона Карла Бліксен-Фінеке.

## Біографія
Августа народилася 13 жовтня 1823 року в Копенгагені. Вона була п'ятою дитиною і четвертою донькою в родині принца Гессен-Кассельського Вільгельма та його дружини Луїзи Шарлотти. В сім'ї вже росли доньки Кароліна Фредеріка, Марія Луїза та Луїза Вільгельміна і син Фрідріх Вільгельм. Молодша сестра Софія Вільгельміна, що народилась згодом, прожила лише близько року.
Батько служив у данській армії та був губернатором Копенгагена, тож дівчинка народилась саме там.
У 30 років Августа вийшла заміж за 31-річного барона Карла Фредеріка Бліксен-Фінеке, що мав шведсько-данське походження. Весілля відбулося у першій половині 1854 року. Для нареченого це був другий шлюб. Перший, від якого він мав сина та доньку, закінчився розлученням у 1852. Родина Авґусти не дуже схвально ставилася до цього союзу, але подружнє життя було щасливим і міцним. У пари народилося двоє синів.
Родина жила то в палаці Несбіхольмс в провінції Сконе на півдні Швеції, то в палаці Даллунд на острові Фюн в Данії, що були родинними маєтками Карла.
Під час тривалої хвороби Карла Августа віддано піклувалася про чоловіка, аж до його смерті у 1873. Після цього вона переважно жила на Віллі Августи у Хельсингері на острові Зеландія.
Померла 17 липня 1889 року в 65-річному віці. Похована на цвинтарі Скамбі на острові Фюн, Данія.

## Родина

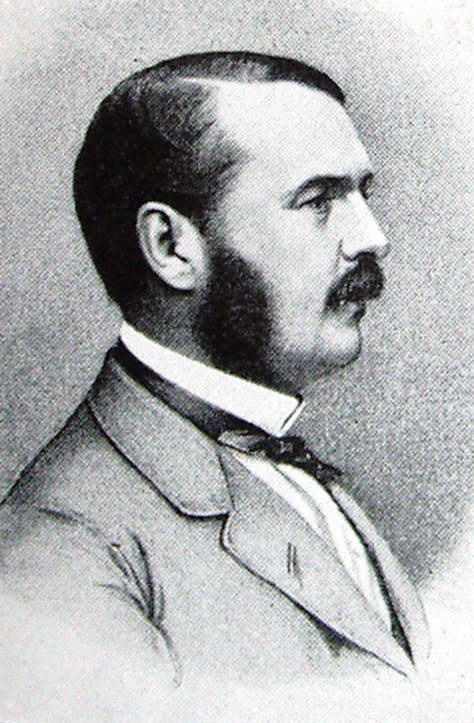
Карл Фредерік Бліксен-Фінеке

Чоловік —  Карл Фредерік Бліксен-Фінеке
Діти:
- Вільгельм Карл Фредерік Крістіан (1857—1909) — шведський офіцер, ад'ютант короля Густава V, одруженим не був, дітей не мав;
- Вільгельм Карл Отто Аксель (1863—1942) — одружений із Бертою Кастенскьольд, мав одного сина.